# Questi giorni
Questi giorni is een Italiaanse film uit 2016, geregisseerd door Giuseppe Piccioni. De film ging op 8 september in première in de competitie van het filmfestival van Venetië.

## Verhaal
In een provinciestadje in Italië delen vier vriendinnen lief en leed en hebben een unieke band met elkander. Ze leven een gewoon leventje met dagelijkse gewoonten en rituelen. Met hun vieren maken ze een reis met de auto naar Belgrado waar een geheimzinnige vriend hen opwacht en waar een onwaarschijnlijke kans op werk mogelijk is.

## Rolverdeling
| Acteur              | Personage         |
| ------------------- | ----------------- |
| Margherita Buy      | Adria             |
| Marta Gastini       | Caterina          |
| Laura Adriani       | Angela            |
| Maria Roveran       | Liliana           |
| Caterina Le Caselle | Caterina          |
| Filippo Timi        | Professor Mariani |